# غانثر (شخصية خيالية)
غانثر (بالإنجليزية: Gunther)‏ هو شخصية خيالية ظهرت في مسلسل كوميديا الموقف أصدقاء. أدي الشخصية جيمس مايكل تايلر. ظهرت الشخصية في 185 حلقة من المسلسل، ليصبح أكثر الشخصيات ظهورًا في المسلسل. يعمل غانثر كعامل تحضير قهوة أو كعامل باريستا ومديرًا لمقهي سنترال بيرك. يُعرف بملابسه المُلونة وشعره الأصفر المصبوغ، وحبه الغير مُتبادل لشخصية رايتشل غرين خلال المسلسل.

## ميلاد الشخصية

### بداية ظهوره
في البداية، اختير تايلر لأداء الشخصية كدور إضافي لأنه كان الممثل الثانوي الوحيد الذي يعلم كيفية تشغيل آلة الإسبريسو، كونه يتمتع بخبرة حقيقية في العمل كعامل تحضير للقهوة. مع ذلك، لم تُستعمل آلة الإسبريسو في المسلسل بسبب علو صوتها جدًا.

### الشعر
لم يكن من المُخطط أن يصبح شعر غانثر أصفر مصبوغًا، حيث سمح تايلر لصديقه الذي أراد أن يصبح مصفف شعر أن يصبغ شعره كممارسة قبل ظهوره في المسلسل بيوم. أُعجب المنتجون بشعره المصبوغ، ما جعله، وفقًا لما قاله لصحيفة إنسايدر، يضطر لصبغ شعره كل أسبوع لمدة عشر سنوات. أصبح شعره علامة مميزة فيه، كما لعب دورًا كبيرًا في مساعدته علي جذب انتباه المشاهدين في سنواته الأولي عندما كان ممثلاً إضافيًا. كذلك كان شعره مادة للسخرية والترفية، إذ وصفته رايتشل بالشعر اللامع مثل الشمس. ربما لم يكن جوي يعلم أن هذا ليس لون شعر غانثر الحقيقي، فعندما قال له غانثر في إحدي الحلقات أنه ذاهب لصبغ شعره، أجابه جوي: "حقًا؟ لكنني أحب لون شعرك الطبيعي." عندما حاولت تخمين هوية والد طفل رايتشل، سألت فيبي عما إذا كان غانثر وبعدما أنكرت رايتشل هذا الأمر، قالت فيبي: "الحمد لله، لأن هذا الشعر علي طفل؟"

## ظهور الشخصية
كان ظهور غانثر الأول في الموسم الأول من المسلسل، الحلقة 2، حيث شوهد يعمل في مقهي سنترال بيرك. بعد الظهور في عدة حلقات، سأل أحد مبتكري المسلسل عما إذا كان تايلر يتمتع بخبرة حقيقية في التمثيل، فتحول دوره من "فتي القهوة" إلي شخصية متكررة تُدعي غانثر. ابتداءًا من الموسم الثاني، الحلقة التاسعة، أصبح لديه سطرًا من الحوار، كلمة "نعم"، والتي أصبحت علامة فارقة له وفتحت الباب أمامه ليصبح أكثر الشخصيات بروزًا خارج الطاقم الرئيسي. في أول مشهد نطق فيه، عرض عليه روس لعبة السلانكي التي اشتراها لرايتشل، فسأله: "مرحبًا غانثر، هل لديك سلالم في منزلك؟" فأجاب غانثر: "أجل"، فقال روس له وهو يُسلمه اللعبة المطاطية: "خذ وتصرف بجنون."
رغم عدم كونه عضوًا أساسيًا في مجموعة الأصدقاء الستة، إلا أن غانثر واحد من عناصر المسلسل الرئيسية. مثال علي ذلك، عندما كان روس يحتفل بتثبيته في عمله، طلب منه ستة أكواب، فسأله غانثر آملاً: "هل تريدني أن أنضم إليكم؟"، فأجابه روس: "أوه، ظننتُ أن جوي هنا - خمسة أكواب كافية". مع ذلك، تربط علاقات جيدة غانثر مع الأصدقاء الستة، لدرجة أنه غالبًا ما يُدعي إلي حفلاتهم غير الرسمية، مثل حفلة عيد ميلاد فيبي، وحفلة عيد ميلاد رايتشل، وحفلة توديع إميلي، وحفلة توديع عزوبية روس، وحفل عيد ميلاد رايتشل المفاجئ والمبكر، وحفل هالوين تشاندلر ومونيكا. لكنه يُستبعد من الاحتفالات الرسمية، مثل حفل زفاف روس في لندن، وحفل زفاف مونيكا وتشاندلر، لكنه يحضر حفل زفاف فيبي.
قبل عمله في سنترال بيرك، كان غانثر يعمل ممثلاً ولعب في الماضي دور برايس في مسلسل جميع أطفالي، قبل أن يقتل منتجي المسلسل شخصيته من خلال دفنه في انهيار جليدي، وهو ما قاله لجوي بعدما أخبره الأخير أن منتجي مسلسل أيام حياتنا سيقتلون شخصيته، دكتور دريك راموراي، من خلال سقوطه من المصعد. يحمل غانثر معاييرًا أخلاقية، فعندما كانت فيبي تواعد الشاب روبرت في الموسم الثالث واستمر في إظهار عورته بدون قصد لأنه كان يرتدي سروالاً فضفاضًا للغاية، لم يصارحه أحد الأصدقاء بذلك، عدا غانثر الذي قال له: "يا صديقي، هذا مكان عائلي، أرجع الفأر إلي وكره." يتشارك غانثر مع تشاندلر عادة التدخين. لا أحد يعلم كنية غانثر تقريبًا، ففي الموسم الرابع، في حفلة توديع عزوبية روس، عندما قرر تشاندلر أن غانثر سيكون إشبينه، سأله غانثر عن اسم عائلته، فأجاب تشاندلر: "سنترال بيرك".
عندما وجد جوي مفاتيح سيارة بورش في المقهي، سأل غانثر في البداية إن كانت مفاتيح سيارته، فرد ساخرًا: "نعم، أنا أقود سيارة بورش"، "أربح أربعة دولارات في الساعة. ادّخرت المال لمدة 350 عامًا لشرائها." صار هذا المشهد نقطة انطلاق بقية أحداث الحلقة، حيث تظاهر جوي بأن السيارة ملكه ليُبهر النساء المارة. اتضح أنه يجيد اللغة الهولندية. عندما حاول روس تعلم الهولندية، تدرب علي بعض العبارات الجديدة عليه وعندما قطع روس المحادثة بوقاحة، لعدم فهمه لغانثر بعدما باشر الأخير في التحدث بالهولندية، قال له غانثر أنه "ezel" "حمار"، فبحث روس عن تلك الكلمة واكتشف أنه قد نعته للتو بالحمار. بعدما عرف معناها، وصفه روس بنفس الكلمة، فأخبره غانثر "Jij hebt seks met ezels" "أنك تمارس الجنس مع الحمير" واحتار روس مرة أخري.
من الوارد أن غانثر استُعمل كثيرًا كبديل غير جذاب للأصدقاء وفي بعض الأحيان، كان يُنظر إليه كرمز مثير. في الموسم الخامس، عندما كانت مونيكا تساعد رايتشل علي نسيان روس، أدرجت غانثر في قائمة مواعيد رايتشل المُحتملة، فسمعها مصادفةً وأظهر موقفًا تباهي فيه بنفسه ردًا علي ذلك. كانت رايتشل ستقول: "أعتقد أنه وسيمٌ نوعًا ما"، قبل أن تنحرف عن مسارها بواسطة مونيكا التي لمحت شاب غازلته رايتشل سابقًا، فطرده غانثر من سنترال بيرك ورفض أن يخدمه. أطلقت جودي، والدة روس ومونيكا، علي غانثر لقب "الأشقر المثير" وأنه السبب وراء مجئ الفتيات الثلاث إلي المقهي، كما أضافته إلي "قائمتها" ضمن الأشخاص الذين يمكنها النوم معهم دون خيانة.
رغم سخريتها علي شعره، ربما كانت فيبي منجذبة لغانثر، حيث أعطت بعض التلميحات التي توحي بذلك. علي الرغم من تقيبلها له في أحد الحلقات، إلا أن الهدف وراء ذلك لم يكن رومانسيًا بل لتلتقط فقط منه الزكام بعد أن عطس. وعندما أشارت إلي عدد الرجال الجذابين في باريس، قالت: "إنها مدينة مليئة بأشخاص مثل غانثر". كما ذكرت صراحةً أنه مثير بشكل أوضح كثيرًا.

## علاقته برايتشل غرين
من المعروف عن غانثر أيضًا أنه مهووس برايتشل غرين، حيث توجد الكثير من المشاهد التي تعبر عن ذلك. في بعض الأحيان، يخرج الكلام الذي يدل علي حبه لها من فمه أثناء حديثه، وأحيانًا يُسمع مونولوجه الداخلي كتعليق صوتي، مثلما قال لنفسه عندما جلست رايتشل في إحدي الحلقات بأدب لتستمع لإحدي قصص روس عن الديناصورات: "ما الذي تراه رايتشل في هذا الرجل؟" وأيضًا قال "أنا أحب رايتشل، اتمني أن تكون زوجتي." مثال آخر في إحدي الحلقات عندما يستجمع شجاعته ذهنيًا ليقول لها "إذا رايتشل، كنت اتساءل عما إذا كنت ترغبين في الذهاب معي لمشاهدة فيلم في وقت ما... كحبيبتي."، لكنه يقرر عدم قول ذلك لإنه شعر أنه قد يبالغ في الأمر، ثم يعود مرة أخري "ربما ترغبين فقط في الحصول علي شيء ما لتأكليه معي في وقت ما... كحبيبتي."، قبل أن يدخل مارك للمقهي ويطلب منها الخروج معه، فيدخل غانثر المطبخ ليحطم الأشياء بالداخل من غضبه ويخرج قائلاً: "لقد أسقطت فنجانًا." كما أنه في الموسم الثالث قال خطًأ لجوي أن إحدي مميزات وظيفته في سنترال بيرك كانت فرصة التحديق في رايتشل طوال اليوم.
يغار غانثر من أي رجل تواعده رايتشل، بما فيهم روس نفسه، لدرجة إنه في إحدي الحلقات قال له: "كما لو أنك لا تملك كل شئ"، عندما طلب روس منديلاً مع طلبه. في إحدي الحلقات، يصرخ في وجه جوشوا قائلاً: "أنت أحمق!"، لرفضه عرض زواج رايتشل عندما أرادت الزواج مثل روس وإميلي. في الموسم الخامس، الحلقة الثانية، بعدما وافق ديف علي الذهاب في موعد غرامي مع رايتشل، رفض غانثر خدمته في المقهي وطرده.
في الموسم الثالث، لعب غانثر دورًا رئيسيًا في انفصال رايتشل عن روس عندما أخبرها أن روس خانها. في الموسم الرابع، الحلقة الخامسة، تُقبِله فيبي بعدما يعطس لكي تلتقط منه الزكام فقط، فيخبر رايتشل لاحقًا أنه يشعر بالذنب لأنه لم يوقف القُبلة. بعدما تحمست لإكمالها الكلمات المتقاطعة، أرادت رايتشل معانقة شخص ما ولم تجد أحدًا تعانقه، فيهرول نحوها محاولاً عناقها، لكنه يسقط علي الأرض. كما همس لإيملي، حبيبة روس آنذاك، في إحدي الحلقات بأن رايتشل حبيبته. وشكر روس علي عدم الزواج برايتشل.
في إحدي حلقات الموسم الرابع، عندما صاحت بأنها تريد شخصًا ما لشعورها بالوحدة بدون حبيب، اتجه نحوها، إلا أنه تراجع بعدما ذكرت أنها تريد رجلاً، نظرًا لأنه ليس من نوعها المفضل. عندما اشترت رايتشل قطة فرعونية وقررت بيعها، كان هو الوحيد الذي اشتراها مقابل ألف وخمسمائة دولار لكي تزورها فقط، لكن ذلك لم يفلح.
في الحلقة 12 بالموسم السادس، يتضح أن غانثر سيفعل أي شئ تطلبه منه رايتشل، حيث تغضب منه لأنه طرد جوي (نظرًا لأنه ذهب أثناء العمل إلي تجربة أداء في الوقت الذي تُرك فيه مسؤولاً عن المقهي أثناء غياب غانثر ليصبغ شعره وفي وقت لم يمر فيه علي عمله في المقهي يومان حتي) وتطلب منه أن يعيده إلي وظيفته، فيوافق علي الفور دون أي تردد أو نقاش معها. ربما اعتقدت رايتشل أن غانثر مثلي، ففي الحلقة السادسة بالموسم الثامن، عندما أحضر لها حلوي، شكرته وقالت له أنه سيجعل "أحد الرجال أكثرهم حظًا في العالم". في الحلقة 16 بالموسم الثامن، بعدما اعترف جوي لروس أنه مُعجب برايتشل، يقف غانثر وراء جوي بعدما غادر روس ويصرخ متعجبًا في وجه جوي قائلاً: "رايتشل؟!"، مثلما فعل روس.
في الحلقة الأخيرة، قبل رحيل رايتشل إلي باريس، يعترف لها غانثر أخيرًا بحبه لها، لكنها تخبره بأسلوب عاطفي بأنها تحبه أيضًا لكن ليس بنفس الطريقة، وأنها ستفكر فيه عندما تكون في مقهى تشرب القهوة أو تري رجلاً "بشعر أكثر إشراقًا من الشمس"، ثم تُقبله من خده. ربما شعر روس بالغيرة من غانثر في ذلك الموقف. من المُحتمل أن روس ورايتشل قد تزوجا بعد نهاية المسلسل، وهو أمر وارد أن يُزيد من غيرة غانثر من روس.
يكره غانثر روس بسبب رايتشل وكرهه أكثر بعدما صار الأخير والد ابنتها. بدا مستمتعًا عندما رأي روس يؤذي يده وعندما لكمه جوي عن غير عمد. كما أنه، دون مراعاة تُذكر لمشاعر رايتشل، لم يتردد في إخبارها بأن روس، ظنًا منه أن علاقته برايتشل قد انتهت، قد مارس الجنس مع امرأة أخري وهو ثمِل. وعندما علم روس بمعرفته بالأمر، ذهب إليه وتوسل له بألا يخبر رايتشل، فأجابه ساخرًا: "أنا آسف، هل كان من المُفترض ألا أخبرها؟" كما أنه منع روس من تعليق المنشورات في المقهي.